# Antonio Vivarini

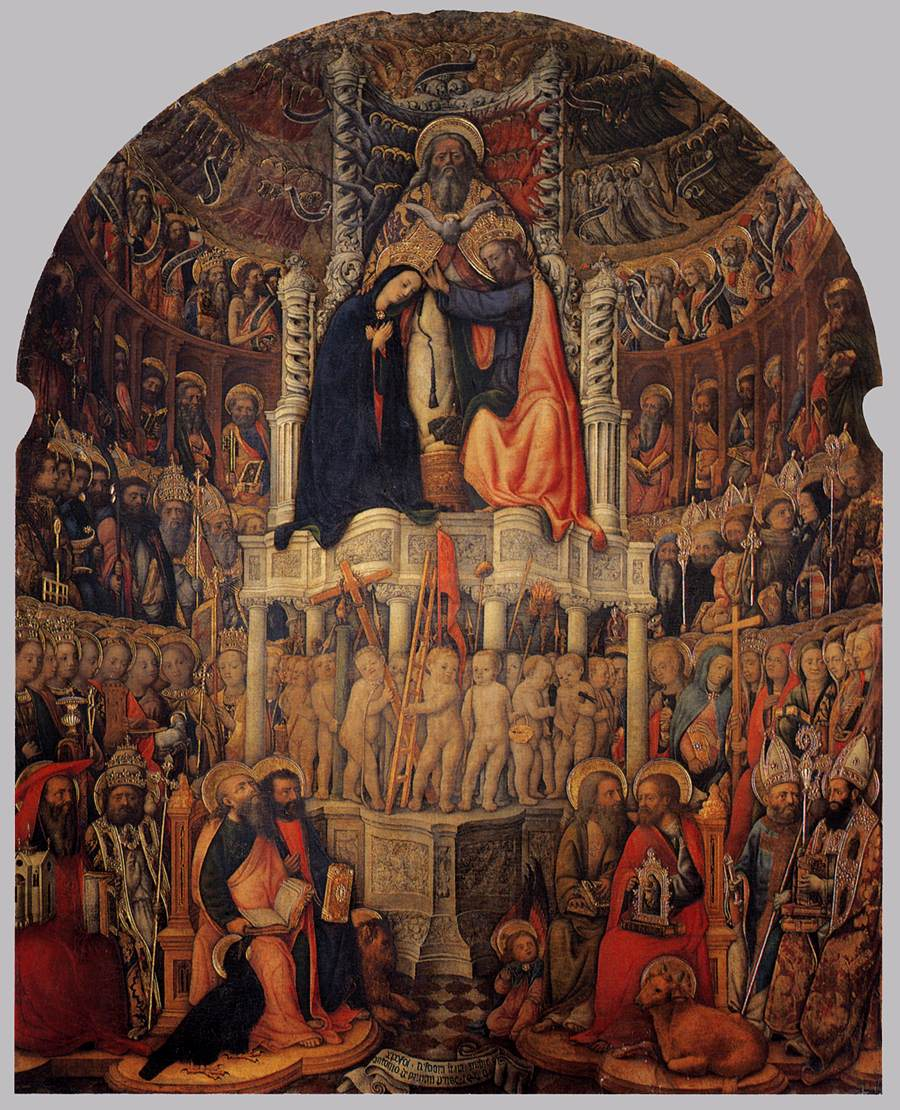
Antonio Vivarini, Giovanni d'Alemagna, Koronacja Marii (1444)

Antonio Vivarini, zw. też Antonio da Murano (ur. ok. 1418 w Murano, zm. ok. 1480 w Wenecji) – włoski malarz okresu renesansu.
Głowa wpływowej weneckiej rodziny malarskiej. Początkowo współpracował ze swoim szwagrem Giovannim d'Alemagna (m.in. ołtarze do kościoła San Zaccaria w Wenecji), od 1450 ze swoim bratem Bartolomeo Vivarinim. Pozostawał pod wpływem Gentilego da Fabriano i Jacobella del Fiore. Jego dzieła utrzymane są w tradycji późnego gotyku i wczesnego renesansu.

## Wybrane dzieła
- Koronacja Marii - (1444),  230 x 180 cm, kościół San Pantalon, Wenecja
- Męczeństwo św. Apolonii -  Accademia Carrara, Bergamo
- Pokłon Trzech Króli - (1445-1447), 11 x 176 cm, Gemäldegalerie, Berlin
- Madonna z błogosławiącym Dzieciątkiem - (1441), 56 x 41 cm, Gallerie dell’Accademia, Wenecja
- Św. Antoni Opat, Chrystus umęczony i święci -  Muzea Watykańskie, Rzym
- Tronująca Madonna z Dzieciątkiem i świętymi - (1446), Gallerie dell’Accademia, Wenecja